# Cunctochrysa shuenica
Cunctochrysa shuenica är en insektsart som beskrevs av C.-k. Yang et al. 1992. Cunctochrysa shuenica ingår i släktet Cunctochrysa och familjen guldögonsländor. Inga underarter finns listade i Catalogue of Life.